# Birinci Divizionu 2023/24
Die Birinci Divizionu 2023/24 war die 32. Spielzeit der zweithöchsten Fußball-Spielklasse Aserbaidschans. Sie begann am 13. September 2023 und endete am 23. Mai 2024.

## Modus
Die 10 Mannschaften traten jeweils drei Mal gegeneinander an. Damit bestritt jedes Team 27 Saisonspiele. Der Meister stieg in die Premyer Liqası auf. Statt des Tabellenletzten stieg İrəvan FK ab, da dem Verein die Erstligalizenz für die folgende Spielzeit nicht erteilt wurde. Araz Saatlı FK als Zehnter und Letzter bestreitet dafür die Relegationsspiele um den Klassenerhalt.

## Vereine
| Verein              | Stadt      |
| ------------------- | ---------- |
| MOİK Baku PFK       | Baku       |
| İrəvan FK           | Baku       |
| Difai Ağsu          | Ağsu       |
| İmişli FK           | İmişli     |
| Qaradağ Lökbatan FK | Lökbatan   |
| Mingəçevir FK       | Mingəçevir |
| Araz Saatlı FK      | Saatlı     |
| Şamaxı FK           | Şamaxı     |
| FK Karvan Yevlax    | Yevlax     |
| Zaqatala PFK        | Zaqatala   |

## Abschlusstabelle
| Pl. | Verein               | Sp. | S  | U  | N  | Tore    | Diff. | Punkte |
| --- | -------------------- | --- | -- | -- | -- | ------- | ----- | ------ |
| 1.  | Şamaxı FK (A)        | 27  | 16 | 9  | 2  | 060:220 | +38   | 57     |
| 2.  | Qaradağ Lökbatan FK  | 27  | 15 | 9  | 3  | 046:210 | +25   | 54     |
| 3.  | MOİK Baku PFK        | 27  | 14 | 7  | 6  | 053:280 | +25   | 49     |
| 4.  | İmişli FK (N)        | 27  | 13 | 8  | 6  | 038:210 | +17   | 47     |
| 5.  | FK Karvan Yevlax (N) | 27  | 13 | 5  | 9  | 040:340 | +6    | 44     |
| 6.  | Zaqatala PFK         | 27  | 7  | 10 | 10 | 031:340 | −3    | 31     |
| 7.  | Mingəçevir FK        | 27  | 7  | 6  | 14 | 020:390 | −19   | 27     |
| 8.  | İrəvan FK (N)        | 27  | 8  | 3  | 16 | 032:590 | −27   | 27     |
| 9.  | Difai Ağsu (N)       | 27  | 5  | 8  | 14 | 033:430 | −10   | 23     |
| 10. | Araz Saatlı FK (N)   | 27  | 4  | 1  | 22 | 028:800 | −52   | 13     |

Platzierungskriterien: 1. Punkte – 2. Direkter Vergleich (Punkte, Tordifferenz, geschossene Tore) – 3. Tordifferenz – 4. geschossene Tore

| (A) | Absteiger aus der Premyer Liqası 2022/23 |
| (N) | Neuaufsteiger                            |

## Relegation
Der Zweitplatzierte der İkinci Divizionu traf auf den Letztplatzierten der Birinci Divizionu. Die Spiele fanden am 9. und 15. Juni 2024 statt.
|             | Gesamt |                | Hinspiel | Rückspiel |
| ----------- | ------ | -------------- | -------- | --------- |
| Cəbrayıl FK | 5:1    | Araz Saatlı FK | 2:0      | 3:1       |